# В'яз Відьмак
В'яз Відьмак — монументальний білий в'яз, також відомий як Мешко. Це найтовстіший задокументований зразок цього виду в Польщі та Європі і, мабуть, також найдавніший. Дерево росте біля будинків у Коморові, у Кросненському повіті , у Любуському воєводстві. 

## Характеристика
Це дерево з коротким, порожнистим стовбуром, у якому є велике вертикальне дупло, досягає 5 метрів у висоту. Нижня, найгрубіша частина стовбура, грудоподібна, відкрита, з виднокореневими контрфорсами. Зразок колись був висотою 35 м, але під час бурі у 2005 році конар обламався, отже, у 2016 році висота дерева не перевищувала 19 метрів.
Окружність в'яза зростала з роками. На інформаційній дошці поруч із деревом було вказано значення 887 см, без інформації про дату вимірювання. У 2011 році його окружність становила вже 930 см.
Згідно з дослідженнями, дереву було (у 2016 році) близько 463 роки.

## Історія
В'яз є пам'яткою природи з 1971 року. Вік дерева було досліджено дендрохронологічними методами, а їх результат та інформація про дерево були розміщені в публікації «Найдавніші дерева Польщі з 1992 року», авторства Цезарія Пациняка. Подано там окружність дерева разом із його висотою (887 см, висотою 35 м) та вік — 431 рік у 1984 році.
Вік екземпляра також згадувався в нових дослідженнях. Фотографії та вимірювання дерева разом з описом включені також до публікацій: Польські дерева з 2014 року та Польські дерева з 2016 року.
В'яз має два імені. Його називають Відьмаком після конкурсу на назву цього вікового в'яза, організованого лубуським відділенням Ліги Охорони Природи. Лісники з розташованого поблизу Губинського лісового району називають його «Мешком».

## Розташування та туризм
В’яз росте на вулиці В'язовій (до 2017 року вулиця Кароля Сверчевського), в Коморові (Гміна Ґубін), у західній частині Любуського воєводства. Дерево огороджено захисною сіткою.
Поблизу пролягає «Стежка покаянних хрестів по обидва боки річки Одра».

## Приписи
1. 1 2 3 4 5 6 7  Krzysztof Borkowski, Robert Tomusiak, Paweł Zarzyński. Drzewa Polski, s. 404
2. 1 2  Krzysztof Borkowski. Polskie drzewa, s. 148
3. ↑  Robert Tomusiak, Paweł Zarzyński. 90 drzew. Okazy niezwykłe, s. 148
4. ↑  Rejestr form ochrony przyrody województwa lubuskiego. Архів оригіналу за 11 квітня 2020. Процитовано 5 квітня 2020.
5. ↑  Uchwała Rady gminy Gubin nr XXIX/184/2017 z dnia 30 sierpnia 2017 r. w sprawie zmiany nazwy ulicy na terenie wsi Komorów (PDF). 30 серпня 2017. Архів оригіналу (PDF) за 19 грудня 2018. Процитовано 5 квітня 2020.
6. ↑  Szlakiem krzyży pokutnych po obu stronach Odry: kamienne zabytki dawnego prawa : informator-przewodnik turystyczny terenu Euroregionu-Sprewa-Nysa-Bóbr, s. 9

## Зовнішні посилання
- Rejestr Polskich Drzew Pomnikowych – Wiąz Wiedźmin [Архівовано 27 червня 2020 у Wayback Machine.]
- Fotografie wiązu [Архівовано 15 вересня 2016 у Wayback Machine.]